# Onthophagus tshuapae
Onthophagus tshuapae är en skalbaggsart som beskrevs av Vladimir Balthasar 1964. Onthophagus tshuapae ingår i släktet Onthophagus och familjen bladhorningar. Inga underarter finns listade i Catalogue of Life.